# Ambachtsland (métro de Rotterdam)
Ambachtsland est une station de la ligne B du métro de Rotterdam. Elle est située dans le quartier Zevenkamp (nl) au sein de l'arrondissement Prins Alexander à Rotterdam aux Pays-Bas.
Mise en service en 1984, elle dessert le centre commercial éponyme Ambachtsland.

## Situation sur le réseau

Plan du métro.

Établie en surface, Ambachtsland, est une station de passage de la ligne B du métro de Rotterdam, elle est située entre la station De Tochten, en direction du terminus nord Nesselande, et la station Nieuw Verlaat, en direction du terminus sud-ouest Hoek van Holland-Haven,.

## Histoire
La station Ambachtsland est mise en service le 19 avril 1984, lors de l'ouverture à l'exploitation de la deuxième ligne du métro de Rotterdam, de Graskruid à De Tochten. La ligne était alors dénommée la ligne Est-Ouest (nl) (Oost-Westlijn).
La station est entièrement modernisée en 2005 et a obtenu la nouvelle identité visuelle qui est aujourd'hui visible sur toutes les stations de métro du RET.

## Services aux voyageurs

### Accès et accueil
La station dispose d'automates pour la recharge ou l'achat de titres de transport, elle est accessible aux personnes à la mobilité réduite. Elle dispose d'un passage souterrain pour le passage d'un quai à l'autre.

### Desserte
Elle est desservie par les rames qui circulent sur la ligne B.

Installations et desserte
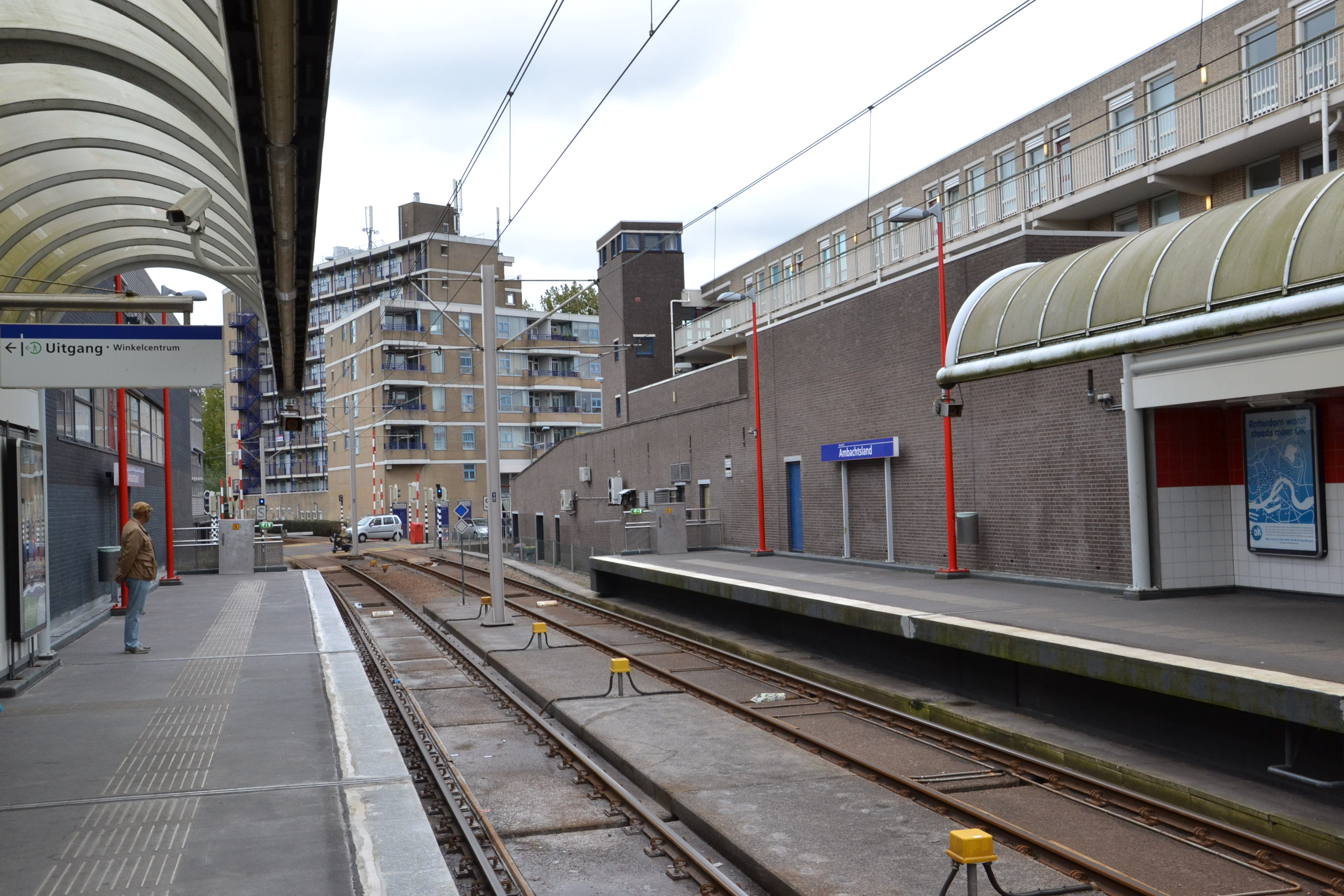
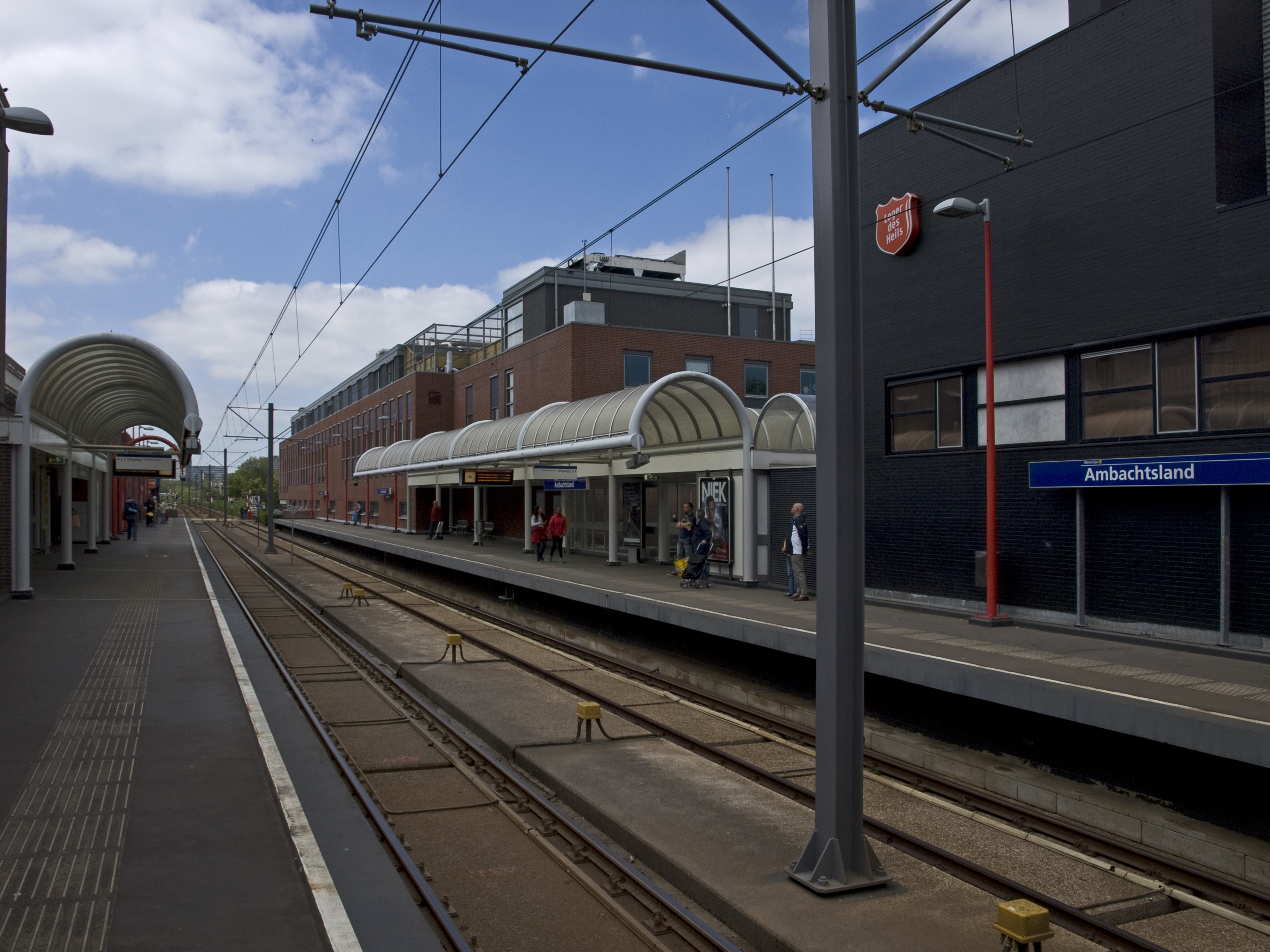
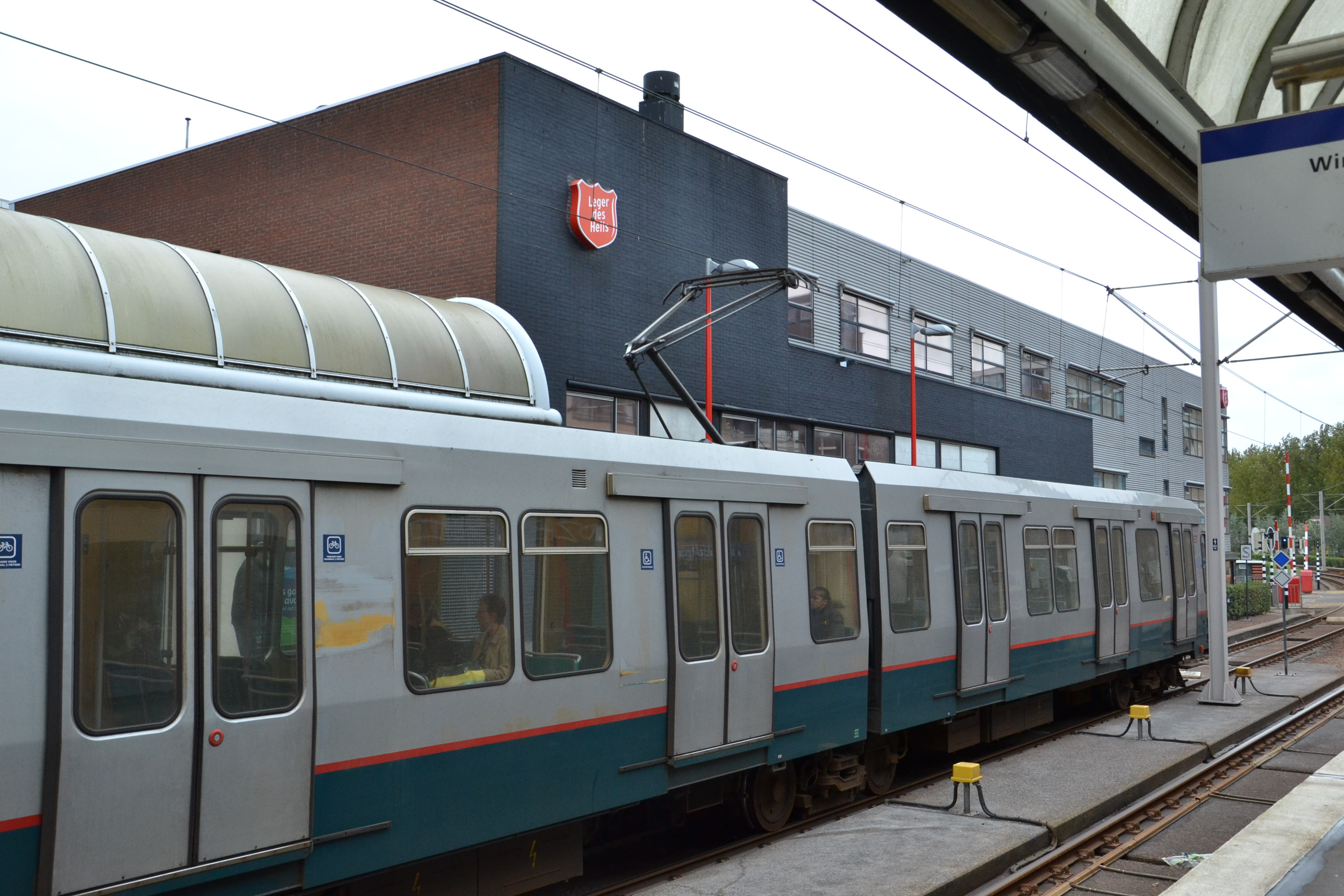

### Intermodalité
Des places de parking sont disponibles à proximité.

## À proximité
- Centre commercial Ambachtsland
- L'Armée du salut (Leger des Heils)